# Владимировське (Адигея)
Владимировське (рос. Владимировское; адиг. Владимировскэр)  — село Гіагінського району Адигеї Росії. Входить до складу Келемерського сільського поселення.
Населення —  77 осіб (2015 рік).